# London and North Western Railway

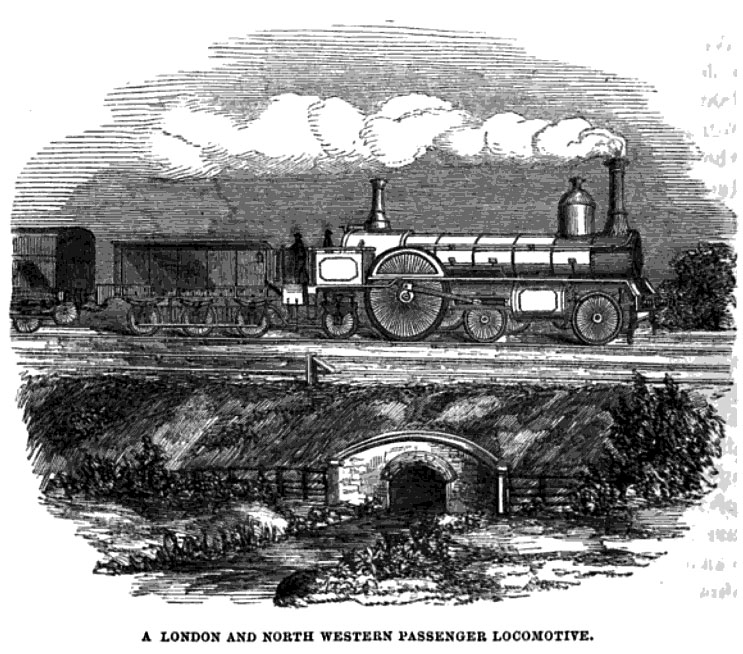
Il·lustració d'una locomotora de LNWR

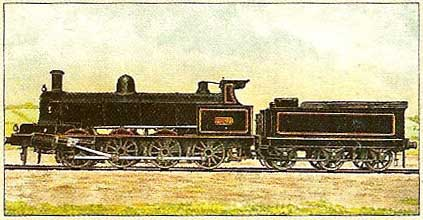
LNWR No. 1881

London and North Western Railway (L&NWR) fou una companyia de ferrocarrils del Regne Unit que va existir entre el 1846 i el 1922. Fou creada de la fusió de tres companyies Grand Junction Railway, London and Birmingham Railway i Manchester and Birmingham Railway.
El 1923 va esdevenir part de London, Midland and Scottish Railway (LMS) i el 1948 de London Midland Region of British Railways (antecessor de l'actual West Coast Main Line).